# Archie (công cụ tìm kiếm)

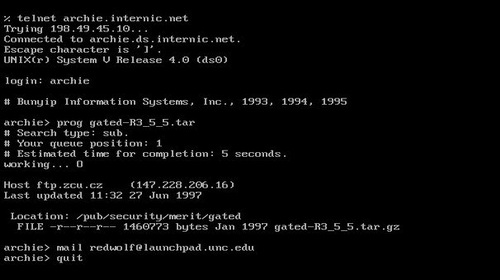

Archie là một công cụ để lập chỉ mục lưu trữ FTP, cho phép mọi người tìm các tệp cụ thể. Nó được coi là công cụ tìm kiếm Internet đầu tiên. Sản phẩm ban đầu được viết bởi Alan Emtage, sau này là một sinh viên sau đại học tại Đại học McGill ở Montreal và Bill Heelan, người đã học tại Đại học Concordia ở Montreal và làm việc tại Đại học McGill cùng thời điểm.

## Khởi đầu
Dịch vụ Archie bắt đầu như một dự án dành cho sinh viên và nhân viên tình nguyện tại Trường Khoa học Máy tính của Đại học McGill năm 1987, khi Peter Deutsch (quản lý hệ thống của Trường), Emcharge và Heelan được yêu cầu kết nối Trường Khoa học máy tính lên Internet. Các phiên bản đầu tiên của Archie, được viết bởi Alan Emtage, chỉ cần liên hệ với một danh sách lưu trữ FTP một cách thường xuyên (liên hệ với nhau khoảng một tháng một lần, để không lãng phí quá nhiều tài nguyên của các máy chủ từ xa) và yêu cầu một danh sách. Các danh sách này được lưu trữ trong các tệp cục bộ để được tìm kiếm bằng lênh grep của Unix.
Tên bắt nguồn từ chữ "archive" mà không có v. Alan Emtage đã nói rằng trái với niềm tin phổ biến, không có mối liên hệ nào với Archie Comics và anh ta coi thường nó. Mặc dù vậy, các công nghệ tìm kiếm Internet ban đầu khác như Jughead và Veronica được đặt theo tên của các nhân vật trong truyện tranh. Anarchie, một trong những khách hàng ftp đồ họa sớm nhất được đặt tên cho khả năng thực hiện tìm kiếm Archie.